# Nội tạng
Nội tạng động vật hay còn gọi là phủ tạng đề cập đến các cơ quan nội tạng bên trong và bộ phận ruột của một con vật bị xẻ thịt không bao gồm thịt và xương. Bộ phận nội tạng được định nghĩa là ruột và cơ quan nội tạng của động vật bị xẻ thịt. Từ này không đề cập đến một danh sách cụ thể của các cơ quan sinh học, nhưng bao gồm các cơ quan bên trong khác của động vật ngoài bắp cơ và xương. Nội tạng là nguồn nguyên liệu cho các món ăn trong ẩm thực nhiều nước. Những bộ phận nội tạng không sử dụng trực tiếp cho con người hoặc động vật thì thường được xử lý trong nhà máy sản xuất phân bón, hoặc nhiên liệu.
Danh từ "nội tạng" không ấn định là bộ phận đó có ăn được hay không. Việc lựa chọn ăn thứ này hay bỏ thứ khác thì tùy thuộc vào văn hóa. Một số nội tạng thông dụng là gan, tim, ruột, lòng, mề, phèo, phổi, cật, lá lách, thận, nầm, tràng... 
Trong tiếng Việt nội tạng của lợn gọi chung là nầm lợn. Còn tràng thì gồm cả bộ phận sinh dục của lợn cái. Nói chung, tất cả phủ tạng của động vật, từ tim, gan, cật, lòng, mề đến ruột non, ruột già, tràng, trứng, đều được sử dụng. Một số món ăn từ bộ phận nội tạng có tiếng như gan ngỗng, pa tê gan và lá lách, phần ruột (ruột non, ruột già) được sử dụng làm vỏ bọc cho xúc xích hoặc món dồi.
Nội tạng động vật là món ăn khoái khẩu của nhiều người, đặc biệt là nhiều người có thói quen và sở thích ăn nội tạng động vật. Người phương Tây nói chung thường chỉ ăn thịt và da động vật, phần nội tạng bên trong hoàn toàn bị vứt bỏ hay làm thức ăn cho gia súc. Tùy vào bối cảnh văn hóa ở các vùng miền, khu vực khác nhau của khắp các châu lục trên thế giới, bộ phận nội tạng có thể được coi là chất thải phải vứt bỏ, hoặc như món ăn ngon đặc sản cho vùng miền hoặc là vị thuốc có giá trị trong y học cổ truyền Trung Hoa và các nước có nền y học phương đông khác.
Đối với ẩm thực nhiều nước Á Đông trong đó có Việt Nam thì nhiều món ăn được chế biến từ nội tạng. Người Việt cho rằng nội tạng động vật bổ dưỡng hơn nhiều phần thịt và da, với những phương thức chế biến sáng tạo, các món nội tạng động vật hiện nay đã trở nên phổ biến. Những món ăn từ nội tạng là món khoái khẩu của người Việt Nam, với hệ thực vật đa dạng tạo ra nhiều nguyên liệu, gia vị nồng khử mùi nên trong việc chế biến, khử mùi, loại bỏ chất tanh của phủ tạng không quá khó khăn như các nước châu Âu vốn không có nhiều nguyên liệu, gia vị cay nồng để xử lý, khử mùi tanh nên thường thi khi chế biến sẽ vứt bỏ phần nội tạng.

## Phân tích
Nhiều người cho rằng nội tạng động vật chứa nhiều chất đạm, chất béo và được coi là thực phẩm bổ dưỡng Phần lớn các loại phủ tạng đều chứa nhiều chất đạm, chất béo, vitamin, vì vậy đặc biệt tốt cho bà mẹ mang thai và trẻ em đang trong giai đoạn phát triển Đa số các loại nội tạng đều chứa nhiều chất đạm, nhưng trong đó có chứa nhiều chất béo, đặc biệt cholesterol rất cao, đặc biệt là óc, gan và cật.

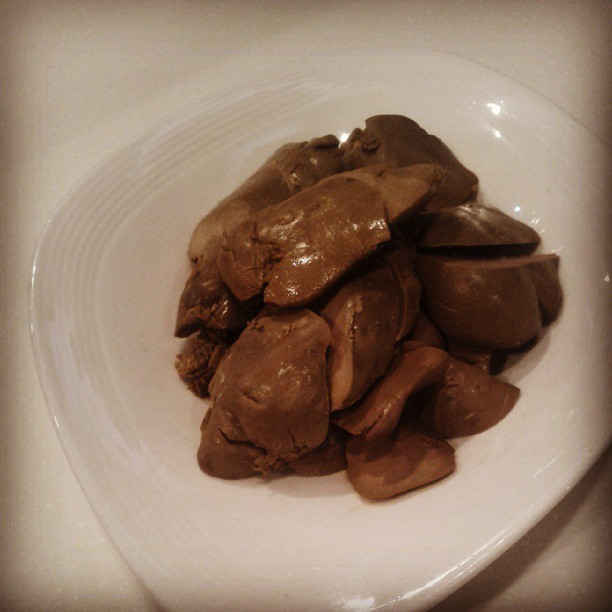
Trong gan chứa rất nhiều đạm và chất béo

Nội tạng có hàm lượng calo tương tự như thịt nạc (từ 100-150 calo mỗi 100 gram), chúng có cùng hàm lượng protein (khoảng 16-22% trọng lượng, trừ não và tủy) và hàm lượng chất béo tương tự (trung bình từ 5-7%) chủ yếu là chất béo bão hòa và lượng cholesterol rất cao, muối vô cơ hay vitamin đều rất phong phú. Các Vitamin tan trong chất béo chỉ có ở trong gan, thận. Một điểm chung ở gan, thận, tim, não có nhiều cholesterol và photphatit.
Gan có nhiều vitamin A và D, quan trọng nhất là hàm lượng sắt rất cao, có thể phòng ngừa bệnh thiếu máu, mù màu, còi xương. Tim có hàm lượng natri thấp và rất nhiều chất Sắt. Nó cũng chứa Selen, Kẽm, Phosphor, Niacin, và Riboflavin. Óc giàu Niacin, Phosphorus, B12, và Vitamin C. Huyết động vật cũng có rất nhiều chất dinh dưỡng, có Protein, Sắt và các loại Vitamin. Dạ dày bò chứa Vitamin B12 và một lượng đáng kể Protein. Lòng bò cũng thường được sử dụng trong việc đưa ra các loại thịt chế biến như xúc xích...
- Về hàm lượng đạm: Đứng đầu bảng về hàm lượng đạm là gan lợn. Trong 100g gan lợn có 18,9g đạm, tiếp đó là gan gà, gan bò, gan vịt. Ngoài ra thì 85 g gan bò chứa khoảng 26.973 IU vitamin A, gan gà chứa khoảng 15.306 IU. Dầu gan cá là một nguồn retinol dồi dào khác, ăn gan 2 lần mỗi tuần sẽ mang đến sức khỏe tối ưu.[8] Gan rất giàu folate, choline và B12 - các chất dinh dưỡng cần thiết cho một số chức năng quan trọng trong cơ thể.
- Về hàm lượng vitamin, trong 100g gan gà có 6.960mcg vitamin A, trong gan lợn là 6.000mcg, trong gan bò có 5.000mcg.
- Chất sắt: Gan lợn, bò, gà cũng đứng đầu về hàm lượng chất sắt với tỷ lệ tương ứng trong 100g đối với mỗi loại là 12g, 9g, 8g.
- Tỷ lệ cholesterol: Trong 100g óc lợn có tới 2.500 mg cholesterol. Chỉ cần ăn 100g óc lợn, lượng cholesterol đã gấp 8 lần nhu cầu hàng ngày (một ngày mỗi người chỉ nên ăn khoảng 250–300 mg cholesterol). Trong 100g lòng đỏ trứng gà có 1.790 mg cholesterol, tiếp đó là gan gà, gan vịt, bầu dục bò dao động từ 400 – 440 mg cholesterol/100g.[2]
- Tim là một nguồn chất sắt, kẽm, selen, vitamin nhóm B như B2, B6, axit folic và B12 tuyệt vời. Tim đặc biệt giàu chất CoQ10 - rất quan trọng cho hoạt động của ty thể - bộ máy sản xuất năng lượng trong cơ thể. Tim bò rừng, trâu, thịt nai, bò chứa lượng CoQ10 dồi dào. Tim không chứa nhiều chất béo mà khá nạc.[8]
- Lưỡi thực sự là một bó cơ chứ không phải một cơ quan nội tạng. Lưỡi chứa tỷ lệ calo cao từ chất béo. Hầu hết các loại lưỡi chứa khoảng 70 phần trăm axit béo. Hương vị của chúng thậm chí còn ngon hơn thịt bò.
- Gan là cơ quan giàu chất dinh dưỡng nhất. Gan cũng là thực phẩm giàu chất dinh dưỡng nhất trên hành tinh với những hợp chất rất khó tìm ở những thực phẩm khác. Gan rất giàu retinol – một dạng tiền vitamin A.

Có thời gian người ta cho rằng ăn gan rất độc vì gan là nơi thải lọc độc tố trong cơ thể. Sự thực ăn gan rất tốt. Với các hàm lượng đạm, sắt, vitamin đáng kể như vậy, gan đặc biệt tốt cho trẻ em thiếu máu suy dinh dưỡng. Tuy nhiên, nội tạng động vật cũng như trong gia cầm gia súc đều có hàm lượng cholestorol xấu rất cao. Như trong óc của động vật lượng cholesterol xấu có thể cao hơn tới hàng chục lần so với hàm lượng cholesterol mà cơ thể con người cần.

## Chế biến

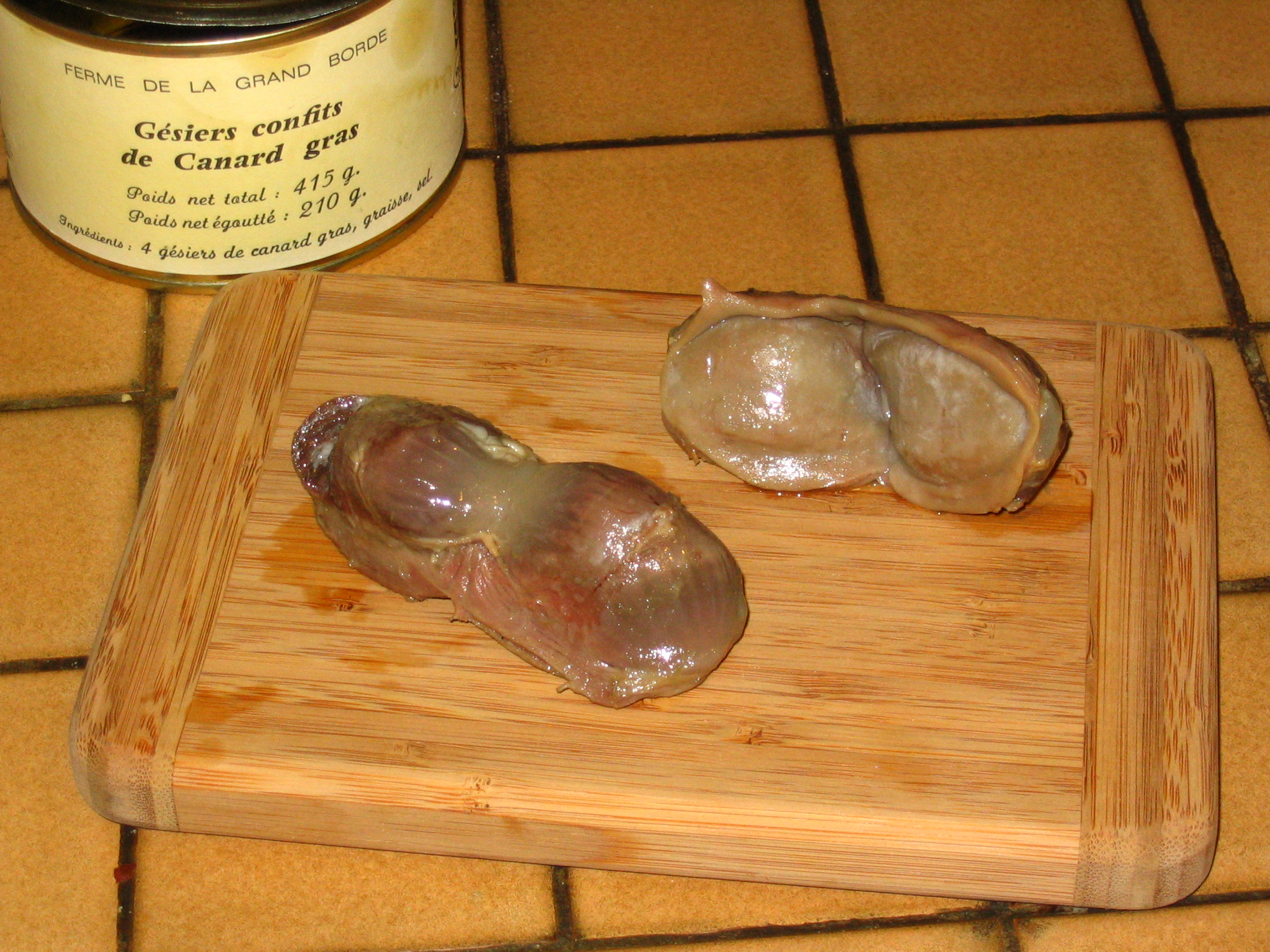
Mề

Một số món ăn bộ phận nội tạng được coi là thực phẩm cho người sành ăn trong ẩm thực quốc tế. Điều này bao gồm gan ngỗng, gan xay và lá lách. Món ăn bộ phận nội tạng khác vẫn là một phần của món ăn truyền thống trong khu vực và có thể được tiêu thụ đặc biệt là trong các ngày lễ. Ruột hay lòng theo truyền thống được sử dụng như vỏ cho món xúc xích hoặc món dồi hay lạp xưởng. 
Trong Đông y, các loại nội tạng được kết hợp với các vị thuốc có thể tạo nên những món ăn cho người bệnh.
Cần biết chọn mua gan hay nội tạng của những con vật khoẻ mạnh, không bị bệnh. Gan màu đỏ sẫm tươi, không có nốt sần trên mặt gan, khi mua về cắt lát mỏng rửa sạch bằng nước lạnh rồi lấy giấy thấm khô hết máu ứ trong gan, như vậy các chất độc có trong máu của gan đã bị loại bỏ, chỉ còn các tế bào gan giàu chất dinh dưỡng. Các loại phủ tạng khác nói chung nên mua khi còn tươi, màu đỏ sẫm, ấn vào bề mặt thấy đàn hồi tốt, nhẵn, không nốt sần, nổi cục hoặc có mùi hôi. Để lựa chọn được nội tạng động vật tươi ngon, đảm bảo an toàn thực phẩm cần lưu ý nhìn màu sắc của sản phẩm (như tim, gan, bầu dục) phải đỏ tươi, bóng, khi ấn tay vào thấy có độ dẻo dính và đàn hồi. Nội tạng nên được chế biến trong ngày. Để tránh mùi hôi, tanh của tim, gan bầu dục nên cắt bỏ thành phần gây hôi rồi trần qua nước sôi trước khi sử dụng, và tránh mùi hôi của dạ dày, lòng cần bóp muối kỹ và trần qua nước sôi.

## Khuyến cáo

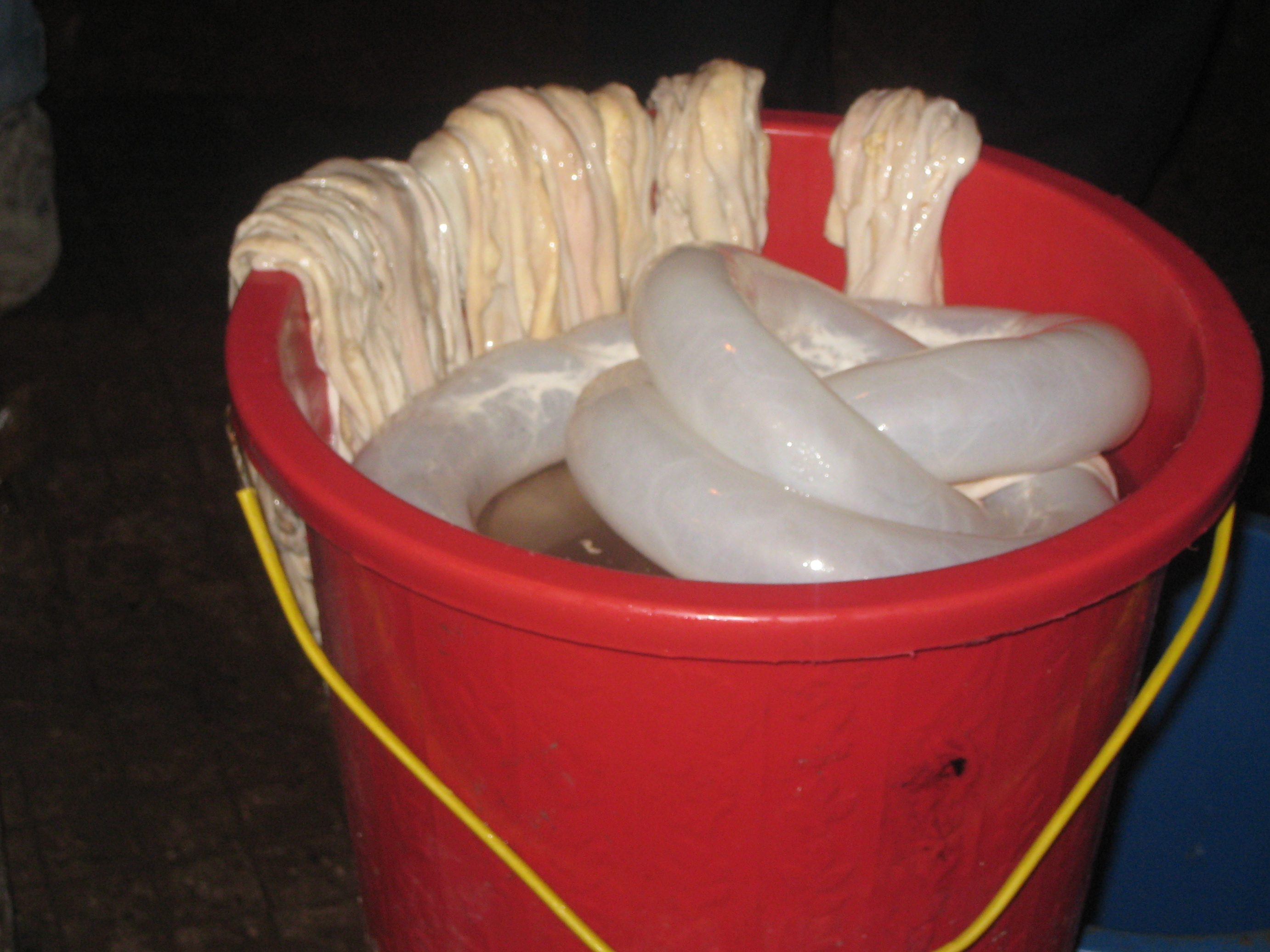
Ăn nội tạng quá nhiều không tốt cho sức khỏe, đặc biệt là các loại nội tạng không đảm bảo vệ sinh

Nhìn chung nội tạng động vật gồm thận, dạ dày, ruột, tim, lưỡi, và gan có chứa lượng chất béo bão hòa và cholesterol cao hơn so với thịt và nếu tiêu thụ nhiều sẽ làm tăng mỡ máu có hại cho tim mạch, đặc biệt đối với người cao tuổi, người béo phì và người mắc bệnh rối loạn chuyển hóa: tiểu đường, huyết áp cao, béo phì, bệnh gút..
Tuy nhiên, ăn quá nhiều nó có thể gây hại cho sức khỏe do đó không nên ăn quá nhiều loại thực phẩm này. Mỗi tuần chỉ nên ăn nhiều nhất 2-3 lần, mỗi lần từ 50-70g đối với người lớn, còn trẻ em chỉ ăn từ 30-50g/bữa. Các loại phủ tạng đều chứa nhiều cholesterol nên không phù hợp với người cao tuổi, người mắc các bệnh rối loạn chuyển hoá như tăng cholesterol máu, xơ vữa động mạch, tăng huyết áp, đái tháo đường, bệnh gout, bệnh thận, người thừa cân, béo phì...do hàm lượng cholesterol trong phủ tạng rất cao, cao nhất là trong óc, gan và bầu dục, do đó, ăn phủ tạng động vật có thể tốt với người này nhưng lại không tốt với người khác. Đối với những người cao tuổi, thừa cân - béo phì nên hạn chế, người mắc các bệnh tăng mỡ máu, tăng huyết áp, đái tháo đường, bệnh gout, thận hư nhiễm mỡ, suy tim... thì không nên ăn các loại phủ tạng.
Rất nhiều người có sở thích ăn nội tạng của động vật. Đặc biệt là nội tạng của gà. Thận gà là bộ phận nội tạng mà rất nhiều nam giới thích ăn. Gần đây, có cảnh báo rằng ăn nội tạng động vật khiến cho tinh trùng của nam giới bị suy giảm. Về vệ sinh an toàn thực phẩm, cần hết sức lưu ý với các loại nội tạng không rõ nguồn gốc trên thị trường, được nhập khẩu từ Trung Quốc, hoặc các loại nội tạng trắng và những nội tạng liên quan đến vấn đề thịt thối, những loại hàng hóa này đều được tẩm ướp các loại gia vị, khử mùi hôi rồi mới tuồn vào các nhà hàng, quán ăn bán cho thực khách.
Có khuyến cáo cho rằng việc sử dụng các món ăn từ nội tạng động vật còn có nhiều nguy cơ như nội tạng động vật hấp dẫn như ruột già, đặc biệt là lòng non như lòng heo, lòng gà, lòng bò chứa nhiều cholesterol và hàm lượng chất béo rất cao. Nội tạng chứa các ký sinh trùng như giun, sán.... đồng thời có nguy cơ nhiễm khuẩn gây ra các bệnh thương hàn, tả, lỵ và các vi trùng kỵ khí gây nhiễm trùng đường ruột. Ngoài ra không nên ăn gan động vật vì gan là bộ phận lọc chất độc của cơ thể, chất độc tích tụ nhiều trong gan và rằng tuy gan chứa nhiều vitamin A và chất sắt, nhưng gan động vật rất dễ nhiễm các loại ký sinh trùng như sán lá gan, độc tố của vi khuẩn, virút và nấm mốc như độc tố aflatoxin gây ung thư gan, các chất độc khác có thể tích lại ở gan trong quá trình khử độc như thuốc kháng sinh sử dụng trong chăn nuôi. Đối với người gầy, chỉ nên ăn nội tạng vừa phải, tốt nhất ăn một đến hai lần/tuần.
Các nội tạng động vật không rõ nguồn gốc tiềm ẩn nhiều nguy cơ nhiễm vi khuẩn,vi rút, ký sinh trùng (giun, sán) lây bệnh sang người. Các loại bệnh có thể mắc phải khi ăn nội tạng gồm: ăn óc bò không rõ nguồn gốc, mô hệ thống thần kinh có thể bị truyền bệnh não xốp bò "bệnh bò điên" (bovine spongiform encephalopathy). Gan động vật chăn nuôi không vệ sinh(do ăn thức ăn chăn nuôi nhiễm nấm mốc) nguy cơ ô nhiễm độc tố vi nấm Aflatoxin cao vốn là chất có khả năng gây ung thư gan ở người.
Nếu lợn nhiễm liên cầu khuẩn lợn Streptococcus suis (S.suis) (kể cả lợn bệnh và lợn lành mang trùng không phát bệnh), trong máu (tiết), lòng ruột nội tạng và thịt lợn sẽ chứa một lượng lớn vi khuẩn. Khi ăn các sản phẩm từ lợn này như tiết canh, lòng, nem chua, cháo lòng... chưa được nấu chín thì liên cầu khuẩn từ thức ăn đó sẽ xâm nhập vào cơ thể người và gây bệnh. Ở Việt Nam, trên 70% bệnh nhân mắc bệnh liên cầu khuẩn lợn là do ăn tiết canh lòng lợn. Một số ruột động vật có lượng rất lớn vi khuẩn E. Coli & các vi khuẩn gây bệnh tiêu chảy, tả, lỵ, thương hàn..cho người khi ăn phải lòng, nội tạng nấu không chín kỹ hoặc ô nhiễm chéo sang các thức ăn nước uống khác trong quá trình chế biến.